# پارچه حوله‌ای
پارچه حوله‌ای (tirer) یا پارچه تری یا قطیفه یک پارچه نساجی با قابلیت جذب و نرمی بالا است که بیشتر برای بافت‌های خانگی (حوله یا حوله حمام) به کار می‌رود. مشخصه حلقه‌هایی از تار و پود است که باعث حجم بیشتری از پارچه می‌شود و بنابراین می‌تواند مقدار نسبتاً زیادی مایع را جذب کند.

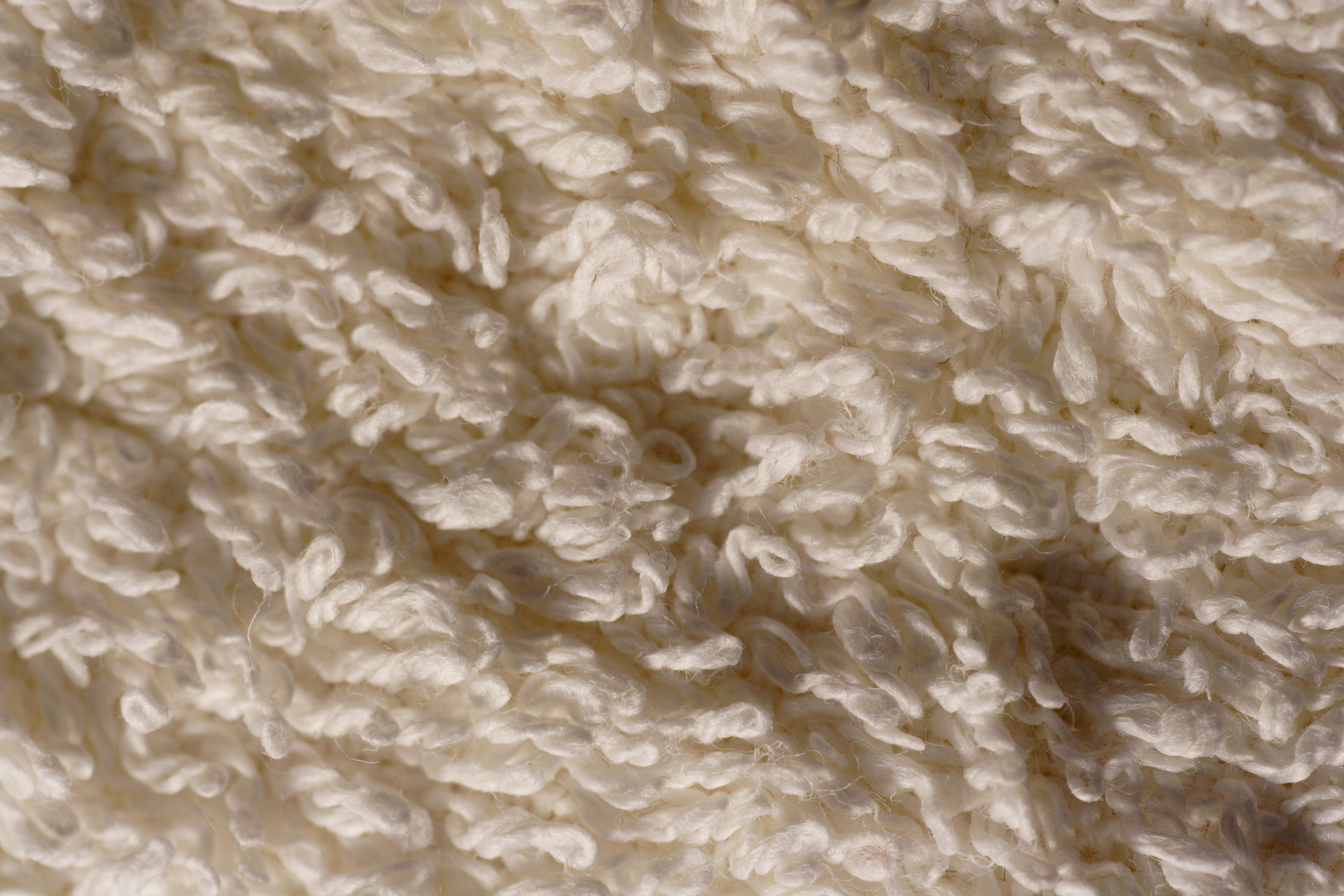
نمای نزدیک

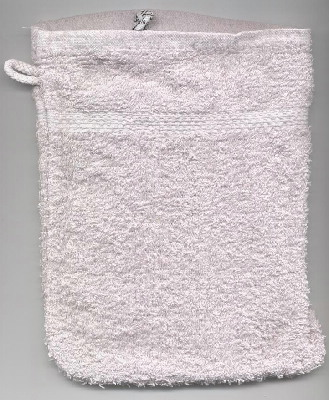
نمایی از پارچه حوله‌ای